# Colisão de partículas

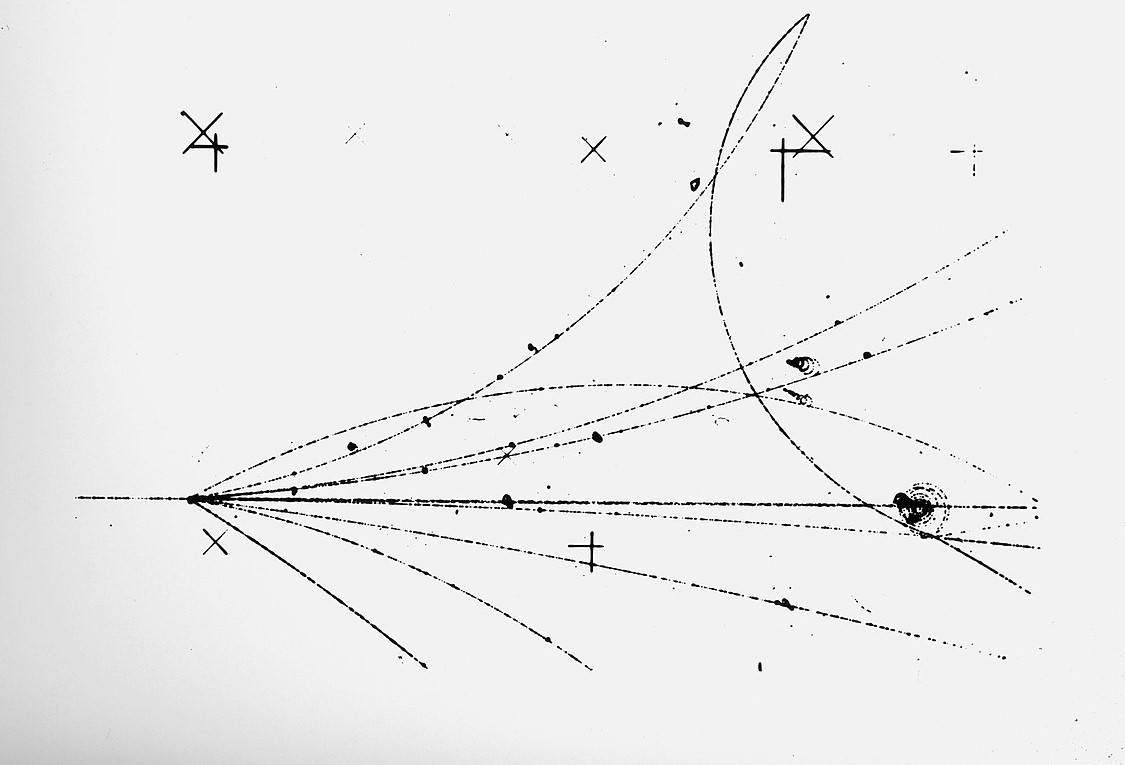
Colisão de um próton de 200 GeV em uma câmara com hidrogênio líquido.

O fenômeno da colisão de partículas ocorre em aceleradores, como o LHC Grande Colisor de Hádrons, o maior já construído, que possui um túnel de 27km de extensão, na forma de um anel. Localizado no Centro Europeu de Pesquisa Nuclear Cern, na fronteira entre os países França e Suíça.
Neste túnel, feixes de prótons são lançados em direções opostas, em velocidades altíssimas para se obter uma colisão. As partículas de próton se transformam em partículas elementares. Esta experiência fornece inúmeras informações sobre o início do universo. Os dados podem ser analisados por cientistas do mundo inteiro.
Está máquina com a ajuda de eletroímãs, é capaz de acelerar partículas em velocidades relativísticas, isto é, velocidades próximas à da luz. Nesse processo cada partícula tem um grande aumento de energia que é acrescentada à sua massa, de acordo com a fórmula de Albert Einstein {\displaystyle E=mc^{2}}. Com a colisão transforma-se em partículas de massa.
A partícula Bóson de Higgs, descoberta pelos cientistas do LHC é responsável pelo processo de geração de massas da matéria.

Na aproximação de duas partículas, a ação mútua faz com que aconteça alteração no movimento de ambas, e como isso ocorre uma troca de quantidade de movimento e energia. Isso é considerado pela física uma colisão.
Para que ocorra a colisão, não necessariamente as partículas estiveram em contato fisicamente – como normalmente acontece nas colisões entre veículos. Pois, no microscópio apenas é preciso que aconteça uma interação quando as partículas estiveram próximas, e durante intervalos de tempo pequenos.
Um fato interessante na colisão de partículas, é que em alguns casos elas podem sofrer modificações após as interações. Podemos perceber essa situação, por exemplo, na colisão entre um átomo A e uma molécula BC, que como resultado final, teremos a molécula AB e o átomo C. Na química, muitas reações ocorrem desta maneira.
Para uma experiência em laboratório, os cientistas conhecem primeiro o movimento da partícula antes da colisão, já que para se preparar a experiência, foi necessária antes essa informação. A quantidade de movimento e a energia total são conservadas, pois as forças internas de uma partícula interferem no processo de colisão. Vamos colocar {\displaystyle {\vec {p}}_{1}} e {\displaystyle {\vec {p}}_{2}} como a quantidade de movimento antes da colisão e {\displaystyle {\vec {p}}_{1}\,'} e {\displaystyle {\vec {p}}_{2}\,'} as quantidades depois da colisão. Sendo assim temos:
{\displaystyle {\vec {p}}_{1}+{\vec {p}}_{2}={\vec {p}}_{1}\,'+{\vec {p}}_{2}\,'}